# Monasterio de Santa Teresa de Jesús (Lazcano)
El monasterio de Santa Teresa de Jesús es un edificio religioso habitado por una comunidad de monjes benedictinos en la localidad de Lazcano (Guipúzcoa, País Vasco, España). Construido en estilo barroco en la segunda mitad del siglo XVII y habitado en origen por monjas de la orden del Carmelo Descalzo, el Monasterio forma parte del casco histórico de Lazcano y está declarado Bien Cultural del País Vasco con la categoría de Conjunto Monumental, junto con el Monasterio de Santa Ana (de monjas cistercienses), el Palacio de los Lazcano y la Iglesia parroquial de San Miguel Arcángel.

## Historia
El Monasterio fue fundado en 1640 por María de Lazcano y Sarría, señora de la casa de Lazcano, para acoger una comunidad de monjas Carmelitas Descalzas. En 1835 fue afectado por la Desamortización de Mendizábal y quedó deshabitado aunque en propiedad del Marquesado de Santillana, situación que se prolongó hasta 1916. Ese año, tomó posesión del edificio la comunidad benedictina del monasterio vascofrancés de N. D. de Belloc, en Urt (Laburdi), que había sido expropiado por el Gobierno republicano. Se daba la particularidad de que en Belloc, fundado en 1875, había varios monjes guipuzcoanos.
En 1943 comenzó la desfiliación de Belloc con la conversión en priorato independiente. Finalmente, en 1967, Santa Teresa de Lazcano adquirió el rango de abadía. El primer abad fue el R. P. Mauro Elizondo, natural de Oyarzun.
En la actualidad, los benedictinos lazkaotarras, además de la vida religiosa propiamente monacal, desarrollan una intensa actividad cultural. Publican una revista, totalmente en euskera, Jaunaren Deia, con proyección sobre toda Vasconia. Desde el punto de vista historiográfico es de destacar su Archivo de Documentación contemporánea, iniciado en 1968 por el benedictino Juan José Agirre. Entre otros títulos, comprende la colección completa del diario Euzkadi (Bilbao y Barcelona), las colecciones completas de Bizkaitarra y Guipuzkoarra, los boletines Euzko-Deia hasta 1974, la colección completa de Euzko-Lurra y otras revistas vasco-americanas, la colección completa de Zutik, etc. También es valiosa la biblioteca, que cuenta con obras desde el siglo XVI. Sobrepasa los 70.000 ejemplares.